# (6600) Qwerty
(6600) Qwerty est un astéroïde de la ceinture principale.

## Description
(6600) Qwerty est un astéroïde de la ceinture principale. Découvert en 1988 par l'astronome tchèque Antonín Mrkos à l'observatoire Kleť, il présente une orbite caractérisée par un demi-grand axe de 2,25 UA, d'une excentricité de 0,209 et d'une inclinaison de 2,82° par rapport à l'écliptique.
L'astéroïde est dédié à la disposition de touches de clavier informatique la plus diffusée dans le monde, le QWERTY.

## Compléments